# Sojuz T-6
Sojuz T-6 (ryska: Союз Т-6) var en flygning i det sovjetiska rymdprogrammet. Det var en flygning i Interkosmosserien som gick till rymdstationen Saljut 7. Farkosten sköts upp med en Sojuz-U-raket från Kosmodromen i Bajkonur den 24 juni 1982. Dockningsdatorn slutade fungera ungefär 900 meter från stationen och Dzjanibekov fick genomföra dockningen manuellt. Den dockade med rymdstationen den 25 juni 1982. Farkosten lämnade rymdstationen den 2 juli 1982. Några timmar senare återinträdde den i jordens atmosfär och landade i Sovjetunionen.
Chrétien blev förste fransmannen i rymden.